# Émile Derlin Zinsou
Émile Derlin Zinsou (Ouidah, 23 maart 1918 – Cotonou, 28 juli 2016) was een Benins politicus.

## Biografie
Bij een militaire coup in 1967 kwam de oppositie aan de macht, eerst onder leiding van de militairen Maurice Kouandété en Alphonse Alley. In juli 1968 werd Zinsou officieel staatshoofd van de Republiek Dahomey. Dat zou hij blijven tot eind 1969. In 1972 nam Mathieu Kérékou het roer over en noemde het land Volksrepubliek Benin. Zinsou zou een van de grootste opposanten van Kérékou worden. In 1977 wilde Bob Denard een staatsgreep plegen. In zijn memoires zei hij later dat hij dit deed om Zinsou terug aan de macht te krijgen.
Zinsou zou tot het einde van zijn leven politiek actief blijven. Hij overleed in 2016 op 98-jarige leeftijd.